# Griekse parlementsverkiezingen 2004
De verkiezingen in Griekenland in 2004 voor de enige Kamer van het parlement werden gewonnen door Nea Dimokratia van Kostas Karamanlis. Hij versloeg de regerende partij PASOK van Giorgos Papandreou junior.

## Verkiezingen
In Griekenland kent men legislatieve verkiezingen waarbij 300 zetels te verdelen zijn, zij vinden om de 4 jaar plaats en kennen een kiesdrempel van 3%. De partij met de meeste stemmen krijgt 40 zetels extra. De andere 260 zetels worden evenredig verdeeld op basis van het stemmenaantal, met inachtneming van de kiesdrempel. Alle ongeldige, blanco stemmen en die van partijen die het niet gehaald hebben gaan automatisch naar de grootste partij, op dit moment zijn dit de Conservatieven. Na 21 februari was het niet meer toegestaan op opiniepeilingen te publiceren. Deze zouden het verkiezingsresultaat namelijk kunnen beïnvloeden.

## Campagne en uitslag
In aanloop naar de verkiezingen kondigde zittend premier Costas Simitis aan om af te treden. Een belangrijke reden daarvoor was dat zijn partij PASOK op dat moment laag stond in de peilingen. Zittend minister van Buitenlandse Zaken George Papandreou volgde hem op na interne partijverkiezingen waarbij deze de enige kandidaat was. Deze slaagde er in eerste instantie in om een deel van de achterstand in de peilingen goed te maken. Omdat er vanaf twee weken voor de verkiezingen niet meer gepeild mag worden werd Papandreou een grote kans toegedicht het gat helemaal te dichten. 
Beide partijen voerden vooral op een traditionele manier campagne. Dit gebeurde onder andere door middel van grote rally's die door de tv uitgezonden werden. Op 4 maart verzamelden tweehonderdduizdend aanhangers van Karamanlis zich in het centrum van Athene. Karamanlis stelde dat PASOK al te lang aan de macht was geweest en daardoor lui en corrupt was geworden. Op een rally van PAKSOK kwamen op 6 maart ongeveer evenveel mensen af. Papandreou stelde dat hij zich wilde wijden aan hervormingen en veranderingen en actie wilde ondernemen tegen de corruptie. 
Uiteindelijk wist Nea Dimokratia de verkiezingen toch nog ruim te winnen. Zij verkreeg een meerderheid in het parlement. Karamanlis trad aan als premier. Ook twee andere partijen wisten de kiesdrempel te halen, namelijk de Communistische Partij der Hellenen (KKE) en de Coalitie van Radicaal-Links (SYRIZA).
| Partij                                       | 2004  | 2004   | 2000  | 2000   | verschil | verschil | Europese Partij    |
| Partij                                       | perc. | zetels | perc. | zetels | perc.    | zetels   | Europees Parlement |
| -------------------------------------------- | ----- | ------ | ----- | ------ | -------- | -------- | ------------------ |
| Nieuwe Democratie (ND)                       | 45.4  | 165    | 42.7  | 126    | +2.7     | +39      | EPP                |
| Pan-Helleens Socialistische Beweging (PASOK) | 40.5  | 117    | 43.8  | 157    | -3.3     | -40      | PES                |
| Communistische Partij der Hellenen (KKE)     | 5.9   | 12     | 5.5   | 11     | +0.4     | +1       | EL                 |
| Coalitie van Radicaal-Links (SYRIZA)         | 3.3   | 6      | 3.2   | 6      | +0.1     | 0        | EL                 |
| overig                                       | 4.9   | 0      | 4.8   | 0      | +0.1     | +0       | Geen               |
| Totaal                                       | 100.0 | 300    | 100.0 | 300    | +0,0     | +0       |                    |

- Opkomstpercentage: 75,6% (2004), 75,0% (2000)

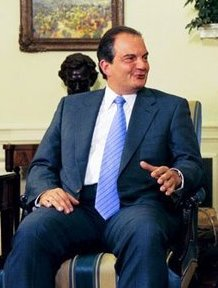
Kostas Karamanlis (ND)
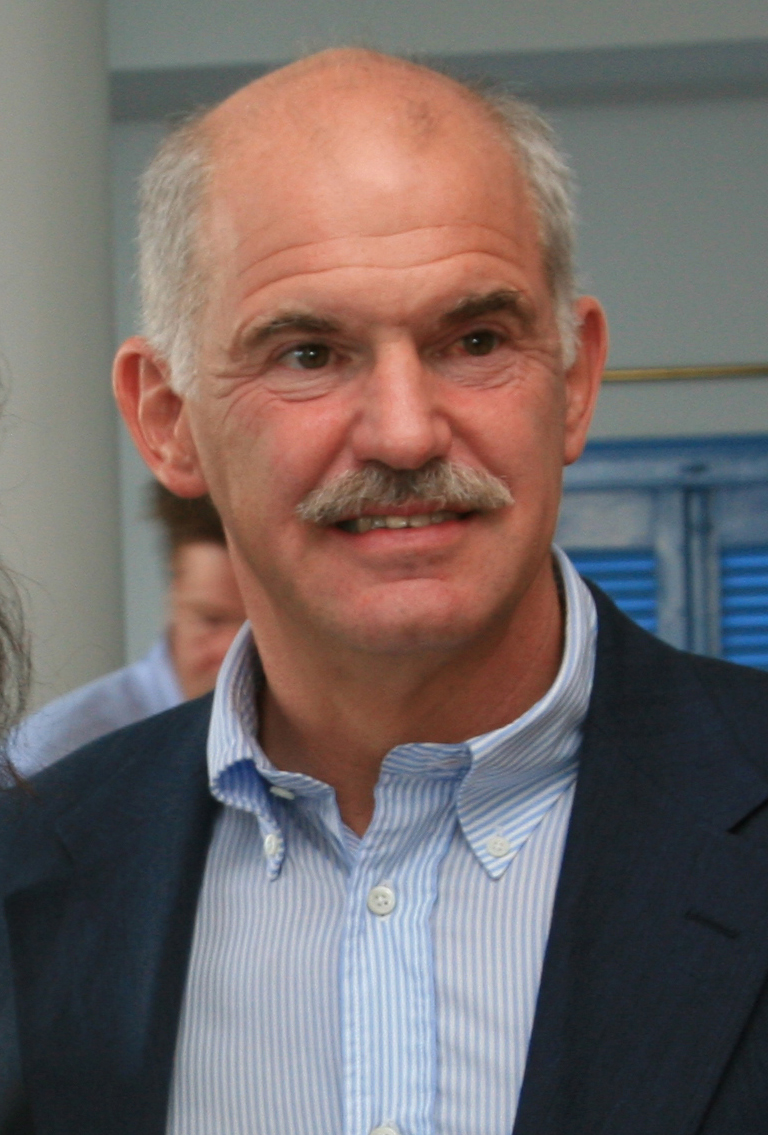
Giorgos Papandreou junior (PASOK)

1950 · 1951 · 1952 · 1956 · 1958 · 1961 · 1963 · 1964 · 1974 · 1977 · 1981 · 1985 · 1989 (juni) · 1989 (nov.) · 1990 · 1993 · 1996 · 2000 · 2004 · 2007 · 2009 · 2012 (mei) · 2012 (juni) · 2015 (jan.) · 2015 (sep.) . 2019 · 2023 (mei) · 2023 (jun.)